# 木曽川前渡南公園
木曽川前渡南公園（きそがわまえどみなみこうえん）とは、岐阜県各務原市前渡西町にある公園である。
愛称は「Kakamigahara わたしの PARK」。

## 概要
2024年（令和6年）12月14日開園。
各務原トライアングル共同企業体（蔦井株式会社、株式会社オノコム、株式会社スペース）が管理運営する。
2015年（平成27年）に立てられた「木曽川周辺整備（前渡地区）基本計画」により整備された公園である。計画対象の木曽川右岸河川敷の約10.2haのうち、各務原浄水公園の西、木曽川右岸の旧堤防（岐阜県道95号芋島鵜沼線）と新堤防に挟まれた河川敷約2.0haをPark-PFI制度を活用し、サイクリングや多様な催しを通じて、地域を超えた人々の交流が生まれる場をテーマに整備された。
木曽川沿川サイクリングルートの拠点の役割もある。
園内にはデイグランピング施設がある（要予約）。

## 主な施設
- デイグランピング施設
- BMXパーク
  - パンプトラックの2コース（初級・中級）。
- 芝生広場
- テイクアウトスタンド
- 展望台
- イベント広場

## 利用案内
- 住所：岐阜県各務原市前渡西町地内
- 開園時間：9:00 - 18:00
- 休園日：火曜日、年末年始（12月30日 - 1月3日）
- 駐車場：90台（無料）

## 周辺
- 各務原リバーサイド21
- 各務原浄水公園